# Mesoleius pulchranotus
Mesoleius pulchranotus är en stekelart som beskrevs av Davis 1897. Mesoleius pulchranotus ingår i släktet Mesoleius och familjen brokparasitsteklar. Inga underarter finns listade i Catalogue of Life.